# Île de Gorgone
Ne doit pas être confondu avec Île Gorgona.
L'île de Gorgone (en italien Gorgona) est l'île la plus septentrionale de l'archipel toscan, en mer Tyrrhénienne.

## Géographie

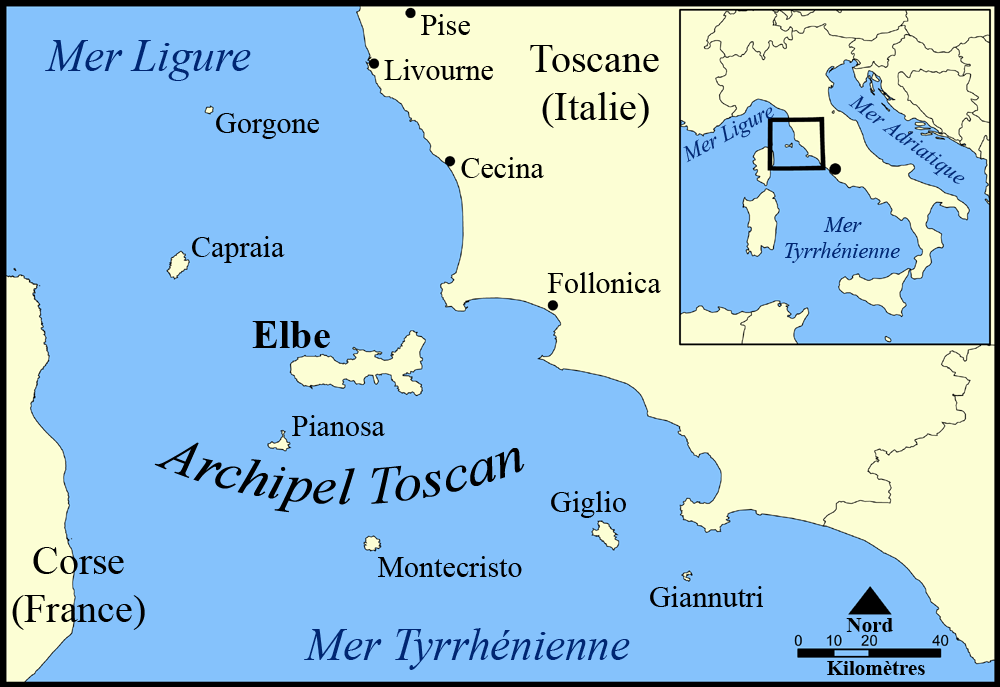
Gorgona, au nord de l'archipel Toscan

Située sur la commune de Livourne, à 20 milles (36 km) au large de la ville, l'île de Gorgone est la plus petite de l'archipel toscan avec ses 220 ha.
L'île fait partie du Parc national de l'archipel toscan, créé pour protéger ces îles au milieu naturel d'une grande valeur culturelle et scientifique. L'île de Gorgone est vallonnée et sa végétation est principalement constituée d'un maquis méditerranéen typique. Le long du littoral, on rencontre de nombreuses baies comme la Costa dei Gabiani (Côte des Mouettes) ou encore la Cala Sirocco (Baie Sirocco) où s'ouvre la Grotta del Bue Marino (Grotte du Bœuf Marin), ancien refuge de phoques moines.

## Histoire
Le nom de l'île provient d'un radical pré-latin org que l'on retrouve dans la ville sarde d'Orgosolo et sans rapport avec les Gorgones de la mythologie grecque. Elle est mentionnée par Pline sous le nom d'Urgo. Son histoire se confond avec celle de la Toscane voisine.
Sur l'île se trouvent deux belles forteresses : la Medicea et la Pisana. La Villa Margherita, située plus en altitude, est construite sur les restes d'anciennes installations étrusques et romaines.
S'y trouvent aussi deux anciennes tours de guet, la Torre Vecchia du XIIIe siècle et la Torre Nuova du XVIIe siècle.
L'apparition des Sarrasins sur les côtes de France dès le commencement du VIIIe siècle avait créé une peur certaine chez les religieux de l'île. Vers 759, l'île étant sérieusement menacée, les moines du couvent de la Gorgona dont dépendaient les couvents insulaires, allèrent chercher les reliques de sainte Julie aux environs de Nonza, en Corse, après le martyre de la jeune fille au IVe siècle ou Ve siècle. Ils l'ensevelirent dans leur monastère puis, plus tard, emportèrent ses restes à Brescia, à partir d'où son culte se répandit dans tout le nord de l'Italie.
« Ejus (Sanctæ Juliæ) corpus, occupata Corsica a Saracenis, translatum fuit in insulam Marmaricam, quæ et Gorgona dicitur, cum multis reliqulis sanctorum ; deinde in Brixiam ubi cum multa veneratione habetur ». Passage de Marangone, p. 19, cité par Mgr Foata, (Paul-Matthieu de La Foata, nommé évêque d'Ajaccio le 21 août 1877, décédé le 3 janvier 1899, auteur de Recherches et notes diverses sur l'histoire de l'Église en Corse).
Une partie du territoire est occupée par un centre de détention pénale créé en 1869 comme une extension de celui de Pianosa (aujourd'hui fermé) et accueillant environ 80 condamnés à de longues peines et une trentaine de gardiens.

## Galerie

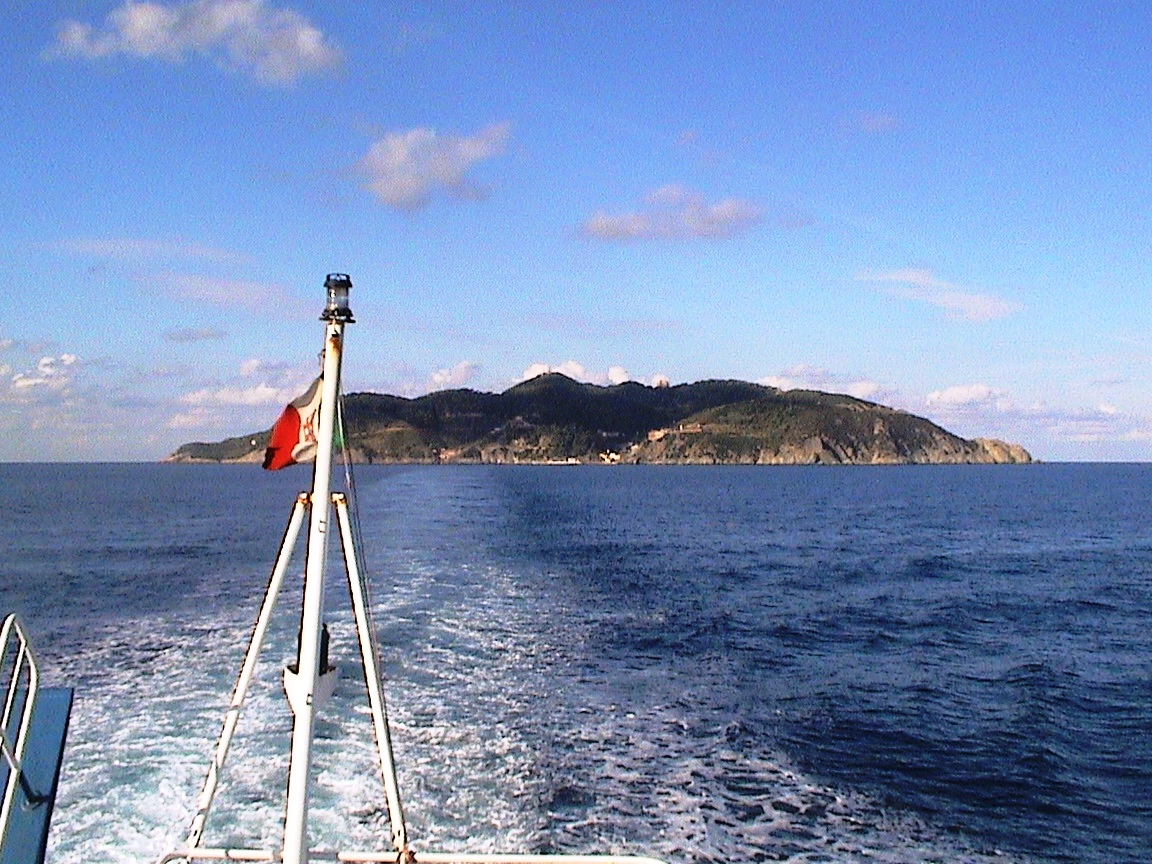
Vue de l'île
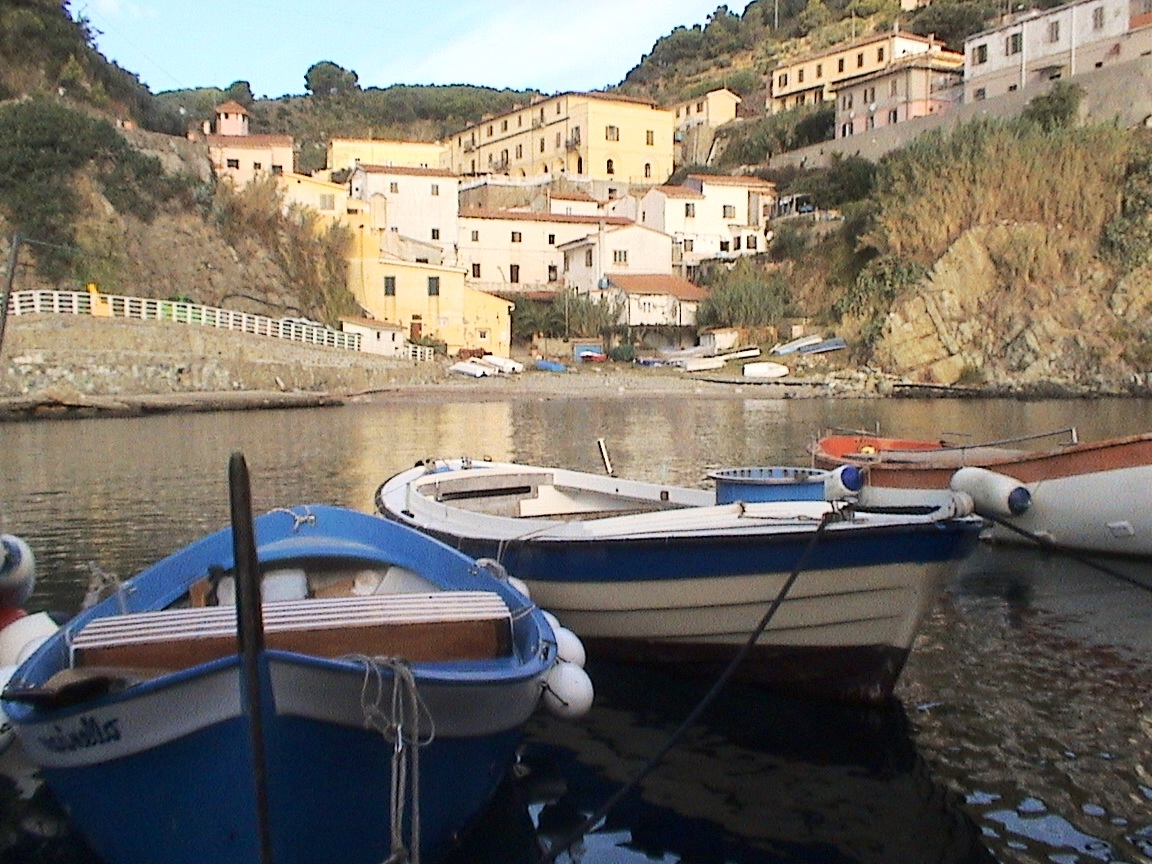
Vue du village depuis le petit port
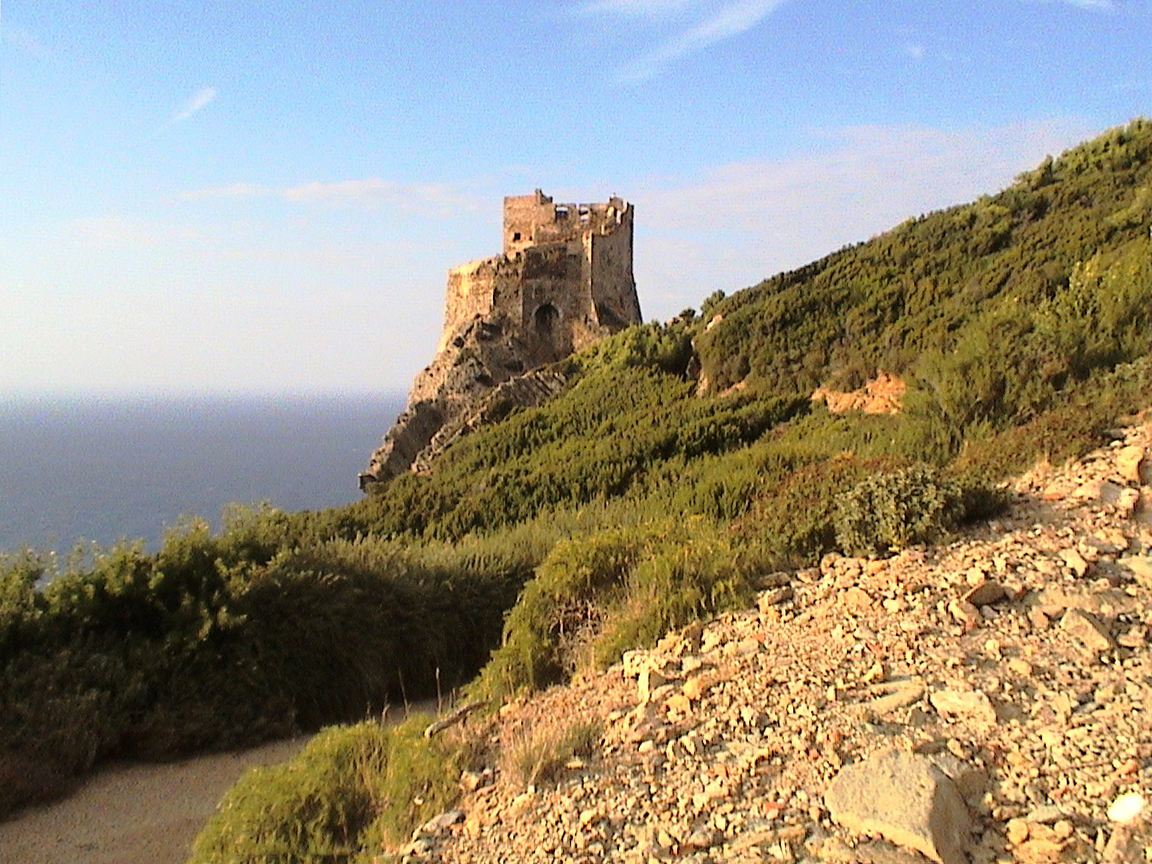
La Torre Vecchia
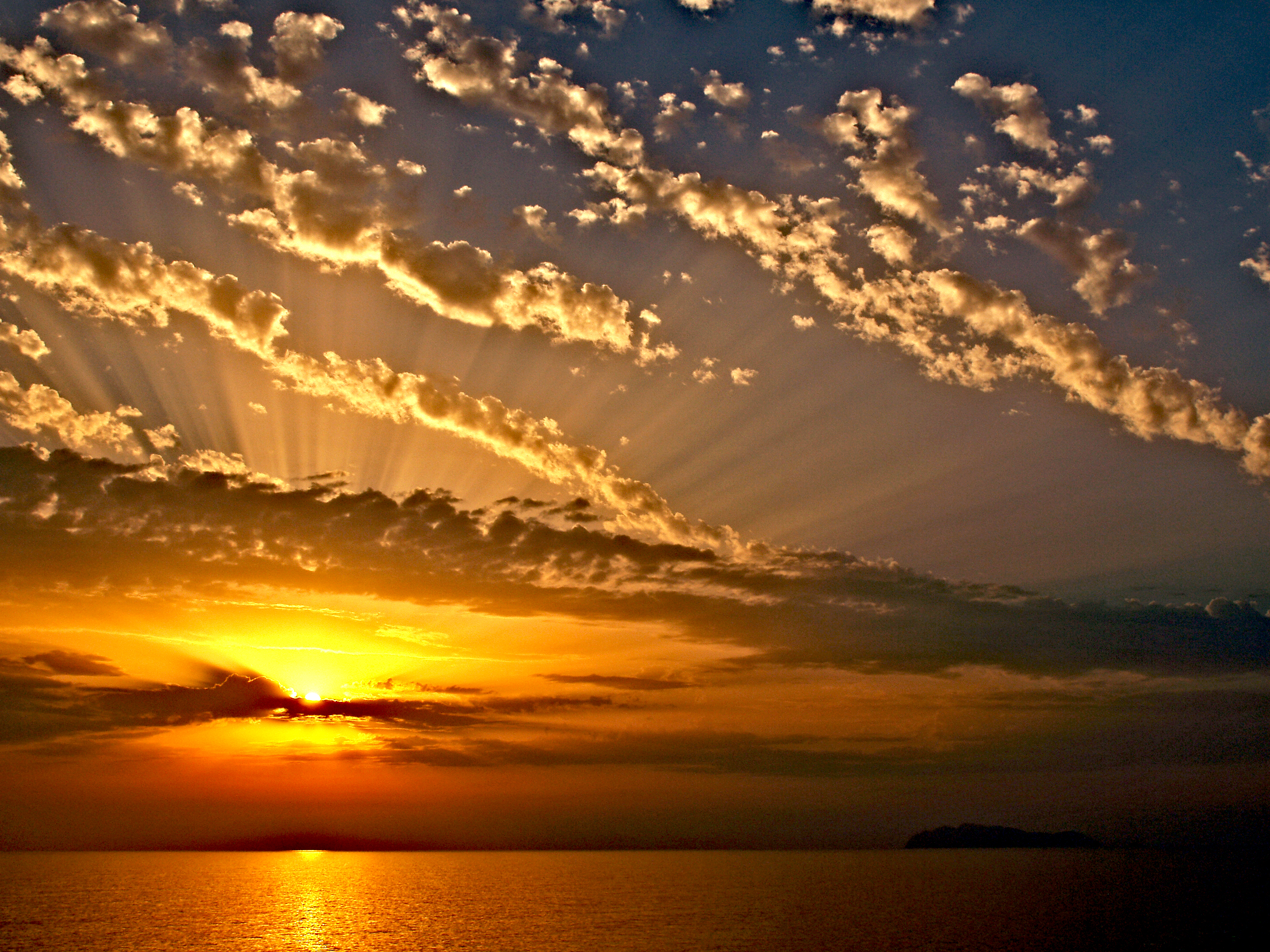
Coucher de soleil sur la Gorgone
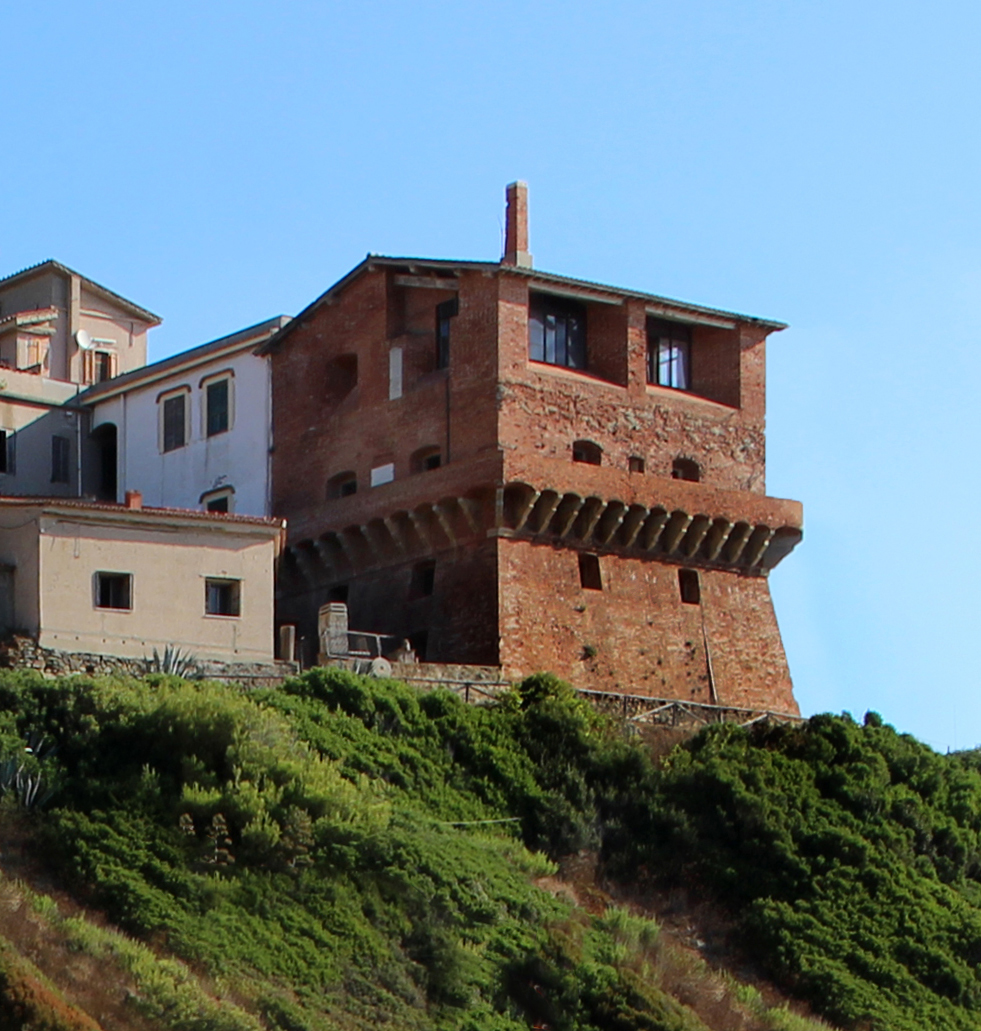
La Torre Nuova